# Arnold Mendelssohn

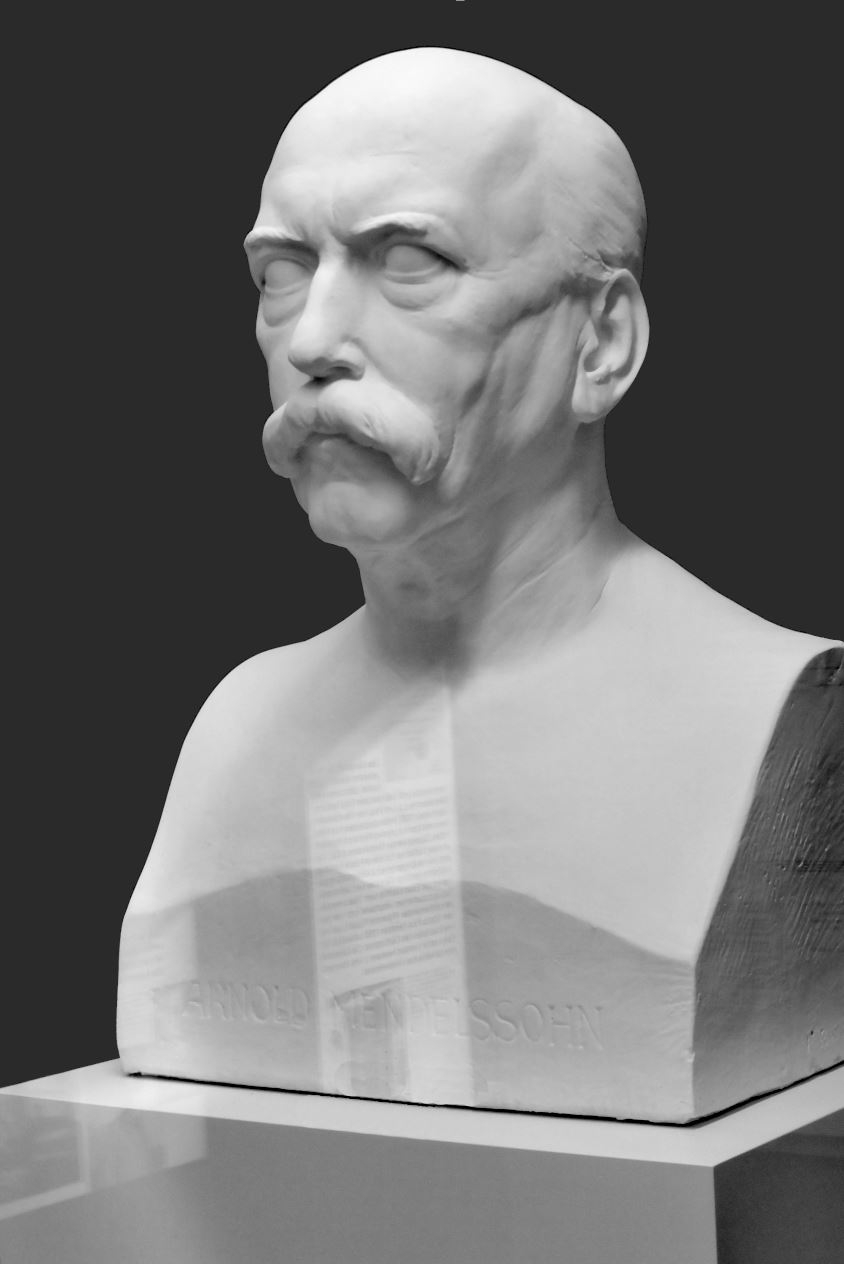
Buste van Arnold Mendelssohn

Arnold Ludwig Mendelssohn (Ratibor, 26 december 1855 - Darmstadt, 18 februari 1933) was een Duits componist. Hij was een achterneef van Felix Mendelssohn Bartholdy.

## Jeugd en studie
Arnold Mendelssohn werd als oudste van vijf kinderen geboren. Hij leerde piano spelen toen hij negen was. Toen de oorlog tussen Pruisen en Oostenrijk uitbrak, verhuisde de familie in de zomer van 1866 naar Potsdam omdat de vader vreesde, dat door de troepentransporten cholera zou uitbreken langsheen de spoorweg. Na de oorlog stierf de vader aan cholera.
De moeder trok met de vijf kinderen naar Berlijn. Arnold kreeg er pianoles van Carl August Haupt.
In 1871 had hij moeilijkheden op school en kreeg hij buiktyfus. In 1872 ging hij naar Danzig bij zijn oom Eduard Cauer wonen. In die tijd ontstonden zijn eerste werken. Hij vereerde werk van Mozart.
In 1876 legde hij eindexamen aan de middelbare school af. Op aandrang van zijn moeder ging hij in Tübingen rechten studeren, maar hij stopte er al gauw mee.
Hij keerder terug naar Berlijn en ging aan het Königliches Institut für Kirchenmusik studeren, waar Carl August Haupt orgel doceerde. Daarnaast studeerde hij ook aan de Akademische Hochschule für Musik bij Wilhelm Tauber, Friedrich Kiel en Eduard Grell. In 1878 studeerde hij af aan het Institut, in 1880 aan de Hochschule.

## Loopbaan
Zijn eerste job kreeg Arnold Mendelssohn in 1880 aan de Neue Evangelische Kirche te Bonn als organist en koordirigent. Tegelijk doceerde hij aan de Universität Bonn muziektheorie en orgel.
Hij leerde daar Friedrich Spitta en Julius Smend kennen. Met zijn drieën begonnen ze werk van Heinrich Schütz opnieuw uit te voeren: de Matthäus-Passion, de Apostolischen Worte en de Johannes-Passion.
In 1883 ging hij naar Bielefeld, waar hij voor koor en orkest werkte en concerten organiseerde. Op 12 november 1885 huwde hij te Kreuznach met Maria Hélène Louise Cauer. Haar vader was daartegen, maar stierf voor de verloving op 3 augustus 1885.
Een jaar later trok hij op vraag van Franz Wüllner naar Keulen als leraar voor orgel en theorie aan het conservatorium. Hij raakte bevriend met Engelbert Humperdinck, Hermann Wette en Hugo Wolf.
Drie van zijn vier kinderen stierven aan hersenvliesontsteking. Zijn oudste dochter Dora overleefde, maar bleef mentaal gehandicapt van de ziekte.
Zijn opera Elsi, die seltsame Magd bevat autobiografische citatenfinden.
De opera werd in 1896 in de stadsschouburg opgevoerd en verscheen in druk.
In 1891 nam Mendelssohn te Darmstadt de functie van kerkmuziekmeester aan voor de Evangelische Landeskirche in Hessen. Hij voerde er passies en cantates van Heinrich Schütz en Johann Sebastian Bach op.
Door de criticus Ernst Otto Nodnagel werd hij in 1898 bekend als componist van liederen. Tussen 1900 en 1915 componeerde hij 80 liederen van zijn 170. In 1899 werd hij professor.
Samen met de librettist Hermann Wette begon hij aan de opera Der Bärenhäuter naar het sprookje van Grimm.
In 1896 was de tekst klaar, maar door loslippigheid van Humperdinck begon Siegfried Wagner met hetzelfde. Mendelssohn zette er spoed achter en werkte de opera in hetzelfde jaar af. De opvoering gebeurde pas in 1900 te Berlijn in het Theater des Westens, terwijl de gelijknamige opera van Siegfried Wagner al in 1898 opgevoerd was.
Mendelssohn componeerde op vraag van Karl Straube koorwerken voor de Thomaskerk te Leipzig.
Aan het Dr. Hoch’s Konservatorium te Frankfurt am Main gaf hij in 1912 les in contrapunt aan Paul Hindemith. Die droeg zijn Bratschen-Konzert, opus 36/4, op aan Herrn Professor Arnold Mendelssohn.
Rond 1914 componeerde hij kamermuziek en drie symfonieën. In 1914 sloeg groothertog Ernst Ludwig hem tot ridder in de Ludwigsorde. In 1917 werd hij eredoctor aan de universiteit te Gießen, in 1919 lid van de Academie der Kunsten te Berlijn, in 1923 ontving hij de Büchner-Preis van Hessen, in 1925 een eredoctoraat aan de universiteit te Leipzig en lid van de Neue Bachgesellschaft, in 1927 eredoctor aan de Universität Tübingen, in 1928 de Beethovenprijs van de Pruisische staatsacademie en directeur van de Heinrich-Schütz-Gesellschaft. In 1930 werd Arnold Mendelssohn ereburger van Darmstadt.
Naast Paul Hindemith waren Günter Raphael, Kurt Thomas en Nelly van der Linden van Snelrewaard bekende leerlingen van hem.
Op 19 februari 1933 stierf Arnold Mendelssohn thuis aan een hartinfarct.